# Хвороба Андерсен
Хвороба Андерсен —  глікогеноз, генетичне ураження печінки, яке спричинює дефект ферменту аміло-(1,4-1,6)-трансглюкозілази. Цей фермент каталізує перетворення 1,4-зв'язків у молекулі глікогену в 1,6-зв'язку, тобто обумовлює розгалуження молекули полісахариду.
Захворювання супроводжується надлишковим накопиченням глікогену в печінці, що надалі прогресує в цироз. Названа на честь американської лікарки Дороті Андерсен.